# Пјер Белон
Пјер Белон (фр. Pierre Belon; око 1517— април 1564) је био француски природњак писац и дипломата. Као и многи други из периода ренесансе, проучавао је и писао о низу тема укључујући ихтиологију, орнитологију, ботанику, упоредну анатомију, архитектуру и египтологију. Понекад је познат као Пјер Белон из Ле Мана, или, на латинском на којем су се појавила његова дела, као Петар Белоније Ценоманус. Руски физиолог Иван Павлов (познат по Павловљевим псима) назвао га је „пророком упоредне анатомије“.
Путовао је по истоку, средином 16. века, као изасланик Фрање I. и и међу првима је писао, о земљама Балкана (о светогорским манастирима, о рудницима у једном делу Македоније, о хришћанима у Турској).

## Почасни таксон
Чарлс Плумије је у његову част назвао род Bellonia из породице биљака Gesneriaceae. Лине је касније усвојио ово име.